# William Sener Rusk
William Sener Rusk (* 29. September 1892 in Baltimore; † 24. Januar 1984 in Aurora) war ein amerikanischer Kunsthistoriker.

## Leben
Rusk studierte an der Princeton University (A.B. 1915) und an der Johns Hopkins University (MA 1924; Ph.D. 1933). Von 1915 bis 1919 unterrichtete er Sprachen an Privatschulen in Baltimore. 1921 bis 1925 unterrichtete er als Instructor Kunst und Archäologie am Wells College in Aurora und war seit 1924 Mitglied der „Maryland Historical Society“. Von 1925 bis 1928 war er Assistant Professor für Moderne Kunst am Dartmouth College. Danach unterrichtete er bis zu seinem Ruhestand als ordentlicher Professor Kunstgeschichte am Wells College. Als Kunsthistoriker verfasste er unter anderem Beiträge zum Dictionary of American Biography, für das Allgemeine Lexikon der Bildenden Künstler von der Antike bis zur Gegenwart und für die Zeitschrift The Virginia Quarterly Review.

## Veröffentlichungen (Auswahl)
- Art in Baltimore. Monuments and memorials. Baltimore 1929.
- William Thornton, Benjamin H. Latrobe, Thomas U. Walter, and the classical influence in their works. Dissertation Baltimore 1933, Teildruck als:
  - William Thornton, architect. In: Pennsylvania History. April 1935, S. 1–15.
  - Benjamin H. Latrobe and the classical influence in his work. In: Maryland Historical Magazine June 1936, S. 126–154.
  - Thomas U. Walter and his works. In: Americana. 33, April 1939, S. 1–32.
- William Henry Rinehart, sculptor. Norman T. A. Munder, Baltimore 1939 (Digitalisat – Internet Archive).
- Art and its environment. New York, Vantage Press 1969.